# Arciom Damkouski
Arciom Hienadziewicz Damkouski (błr. Арцём Генадзевіч Дамкоўскі; ros. Артём Геннадьевич Дамковский, Artiom Giennadjewicz Damkowski; ur. 1 września 1983 w Mińsku) – białoruski zawodnik mieszanych sztuk walki, mistrz M-1 Global w wadze lekkiej z 2011 roku oraz utytułowany zawodnik rosyjskich systemów walki, pankrationu oraz sambo.

## Kariera sportowa
W MMA zadebiutował 4 lipca 2006 roku zwyciężając swoją walkę z innym debiutantem Uładzimirem Jermałajeuem przez poddanie. 22 lipca 2010 roku wygrał eliminację M-1 Selection z Europy Wschodniej, a 28 października zmierzył się w walce o pas międzynarodowego mistrza M-1 Global z tryumfatorem zachodnioeuropejskich eliminacji, pochodzącym z Czeczenii lecz na stałe mieszkającym w Austrii Majrbiekiem Tajsumowem, którego pokonał przez techniczny nokaut i zdobył mistrzostwo. Tytuł stracił w pierwszej obronie pasa 25 marca 2011 na rzecz zwycięzcy amerykańskich eliminacji Amerykanina Jose Figueroy z którym przegrał przez TKO.
9 grudnia 2011 na gali M-1 Challenge 30 zrewanżował się z Figuerorze, nokautując go w 1. rundzie. W 2012 i 2013 przegrywał z przyszłymi mistrzami M-1 Musą Chamanajewem i Niemcem Danielem Weichelem. 30 listopada 2013 przegrał rewanżowe starcie z Tajsumowem przez poddanie. Od 2014 roku stoczył trzy wygrane pojedynki m.in. z Saidem Chaliłowem.
W 2016 na odbywających się w Tbilisi mistrzostwach świata w pankrationie, zdobył złoto w kat. 71 kg (formuła full contact) oraz srebro w kat. 77 kg w ograniczonej formule light contact.
4 czerwca 2016 przegrał walkę o mistrzostwo M-1 wagi lekkiej z Aleksandrem Butenko na punkty natomiast 10 września tego samego roku znokautował byłego mistrza tejże wagi Ukraińca Maksima Diwnicza w trzeciej rundzie. 15 czerwca 2018 na gali M-1 Challenge 94 zmierzył się po raz trzeci w karierze o pas wagi lekkiej z ówczesnym mistrzem Kazachem Damirem Ismagułowem, przegrywając z nim przez TKO w pierwszej rundzie wskutek kontuzji (złamana ręka).

## Osiągnięcia

### Mieszane sztuki walki
- 2010: zwycięzca turnieju M-1 Selection – Eastern Europe wagi lekkiej
- 2010–2011: mistrz M-1 Global w wadze lekkiej

### Pankration
- 2008: Mistrzostwa Białorusi – 1. miejsce
- 2009: Mistrzostwa Białorusi – 1. miejsce
- 2016: Mistrzostwa Świata – 1. miejsce w kat. 71 kg (full contact)
- 2016: Mistrzostwa Świata – 2. miejsce w kat. 77 (light contact)

### Rukopasznyj Bój
- 2004: Mistrzostwa Białorusi – 1. miejsce
- 2005: Mistrzostwa Białorusi – 1. miejsce
- 2006: Mistrzostwa Białorusi – 1. miejsce
- 2007: Mistrzostwa Białorusi – 1. miejsce
- 2008: Mistrzostwa Białorusi – 1. miejsce